# Hvacshe
A hvacshe a kínai kúszómagnólia bogyójából szűrt alapléből vagy mézes vízből készített koreai italok összefoglaló neve. Legalább harmincféle típusa ismert. Felhasználnak hozzá egyéb gyümölcsöket és virágszirmokat is.

## Jellemzői
A hvacshe régóta része a koreai kultúrának, a nyári meleg ellen számos frissítő, gyümölcs alapú italt készítettek régen is. Bár a hvacshe hideg ital, az év minden szakában szívesen fogyasztják. A kínai kúszómagnólia valószínűleg azért lett az egyik fontos alapanyag, mert rendkívül egészségesnek tartják, bogyós gyümölcse „ötízű”, oltja a szomjat, csökkenti az izzadást, ellenszere a hasmenésnek és a kínai orvoslás szerint testi-szellemi felfrissülést biztosít. Az ősszel szüretelt bogyókat megszárítják, majd beáztatják, ebből nyerik ki az omidzsa hvacshe (오미자 화채) jellegzetes, sötétrózsaszín levét, amit aztán ízesítenek mézzel, gyümölcsökkel, virágszírmokkal és fenyőmaggal.
A havcshét általában szezonális gyümölcsökből készítették. Tavasszal népszerűek voltak a virágokból készített italok, mint az azálea vagy a szilvavirág. Nyáron a görögdinnyéből, őszibarackból, tangerinből (Citrus tangerina, a mandarinhoz hasonló gyümölcs), málnából készült hvacshékat itták, ősszel a citrusféléket és a körtét használták fel, télen pedig az olajos magvakat.
A virágszirmok felhasználásakor a szirmokat keményítőben megforgatják, majd egy pillanatra forrásban lévő vízbe helyezik, ezt követően pedig lehűtik.

## Típusai

### Gyümölcsös

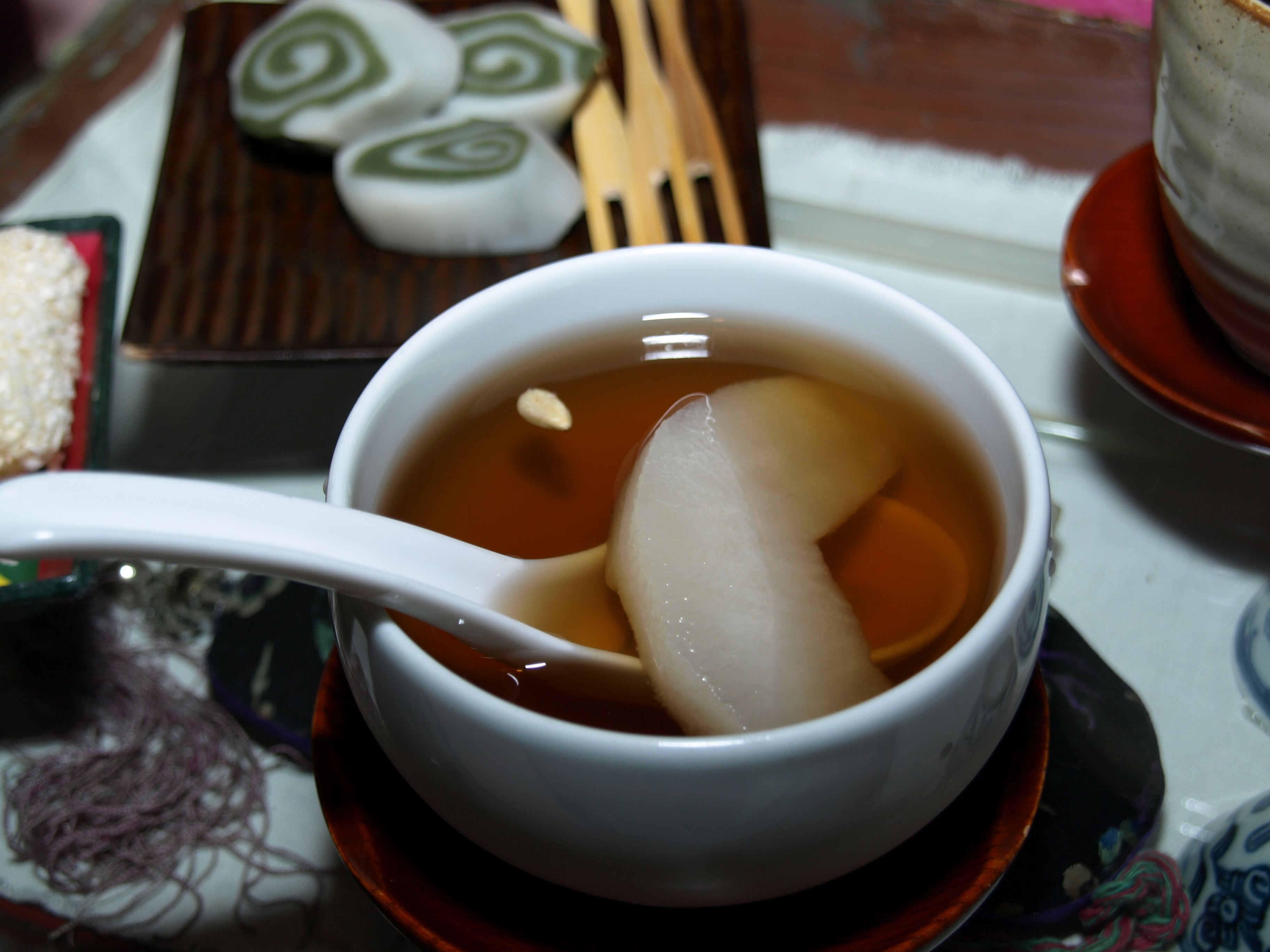
peszuk

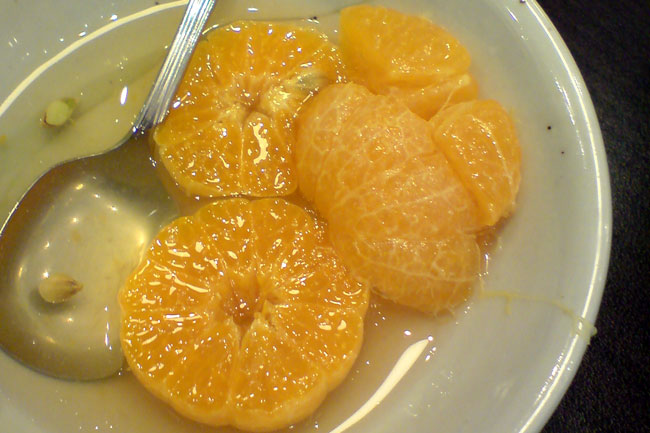
milgam hvacshe

| Név               | Hangul     | Leírás |
| ----------------- | ---------- | --- |
| pehvacshe         | 배화채     | omidzsa alaplével és virág alakúra szelt koreai körtével készül |
| peszuk            | 배숙       | koreaikörte-szeleteket posíroznak (kevés folyadékban puhára főznek) gyömbérrel, fekete borsszemekkel és cukorral. |
| szubak hvacshe    | 수박화채   | görögdinnye húsát gombócokban kivájják, majd az üres héjba visszahalmozzák. Leöntik a dinnye levével, vízzel vagy gyümölcslével és ízesíteni is lehet mézzel. Jégkockákat adagolnak hozzá. Egyéb gyümölcsökkel is kiegészíthető. |
| judzsa hvacshe    | 유자화채   | juzu (citrusféle, C. ichangensis × C. reticulata var. austera), koreai körte és cukor felhasználásával készül. |
| milgam hvacshe    | 밀감화채   | Csedzsu-sziget különlegessége, nyáron szüretelt citrusfélékből |
| ttalgi hvacshe    | 딸기화채   | eperből készül |
| engdu hvacshe     | 앵두화채   | koreai (japán) cseresznyéből (Prunus japonica) készül, melyet cukros vagy mézes vízben áztatnak. |
| pokszunga hvacshe | 복숭아화채 | őszibarackból készül |
| mokva hvacshe     | 모과화채   | álbirs (Pseudocydonia sinensis; kínaibirs), citrusfélék és cukor felhasználásával készül. |

### Virágokkal és gyökerekkel
| Név                | Hangul     | Leírás |
| ------------------ | ---------- | --- |
| csangmi hvacshe    | 장미화채   | omidzsa alaplé rózsaszirmokkal és mungóbab-keményítővel.                                                                                   |
| csindalle cvacshae | 진달래화채 | azáleaszirmokkal és mungóbab-keményítővel                                                                                                  |
| szonghva hvacshe   | 송화화채   | omidzsában vagy cukros vízben feloldott szonghvagaru (송화가루, fenyővirágpor) Kangvon tartomány specialitása.                             |
| szongvaszu         | 송화수     | szonghvagaru mézes vízben |
| szuncshe hvacshe   | 순채화채   | szuncshe (순채, Brasenia schreberi) levelét mungóbab-keményítőbe forgatják, majd félig főzik. Utána omidzsával vagy mézes vízzel felöntik. |

### Egyéb
| Név         | Hangul          | Leírás                                                             |
| ----------- | --------------- | ------------------------------------------------------------------ |
| szudan      | 수단 (水團)     | Mézes vízben kjongdan ttok (rizslisztből készült főtt gombócok)    |
| ttokszudan  | 떡수단          | vékonyra szeletelt karettok és méz felhasználásával készül         |
| poriszudan  | 보리수단        | gőzön főtt árpával, mungóbab-keményítővel és omidzsával készül     |
| vonszobjong | 원소병 (圓小餠) | Mézes vízben jujubával és citruslekvárral töltött labda alakú ttok |
| cshangmjon  | 창면            | mungóbabból készül tészta hideg omidzsa lében                      |
| hvamjon     | 화면 (花麵)     | a cshangmjonhoz hasonlóan készül, virágszirmok hozzáadásával       |